# Голос (Росія)
«Голос» — російське розважальне вокальне шоу талантів. Є російською версією формату телевізійного вокального конкурсу The Voice, запропонованого голландським продюсером Джоном де Молем.
Виходить в ефір «Першого каналу» з 5 жовтня 2012. З 28 лютого 2014 року також виходить дитячий аналог проєкту «Голос. Дети».
У 2015 році було визнано найкращим музичним телешоу Росії.
У вересні 2018 року стартував новий проєкт — «Голос. 60+».

## Формат
Основне завдання цього шоу-пошук і відбір універсальних вокалістів, які співають не тільки в різних жанрах, але і на відмінних від рідної мовах.
Додаткова особливість формату-всі учасники проекту відбираються не за зовнішніми, а за вокальними даними. При цьому у зв'язку з відсутністю жанрових критеріїв учасники можуть демонструвати аудиторії і журі свої вокальні здібності як у виконанні джазу або року, так і народних пісень або класичного вокалу.
Учасниками шоу в основному є вже відбулися музиканти, які пройшли певну школу майстерності, в зв'язку з чим наставники проекту не ставлять перед конкурсантами завдання змінитися, «зламати» свій підхід до репертуару і стилю, а навпаки, намагаються вибрати найбільш близьких для себе за манерою виконавців, щоб дати їм можливість найбільш ефективної творчої реалізації перед телевізійною аудиторією, ставши таким чином ще популярнішим.
При цьому змагання за вихід у фінал відбувається не між різними командами, а всередині самих команд, що виключає міжкомандну конкуренцію

## Голос

### Наставники
| Наставник             | Сезони | Сезони | Сезони | Сезони | Сезони | Сезони | Сезони | Сезони | Сезони | Сезони | Сезони | Сезони | Сезони |
| Наставник             | 1      | 2      | 3      | 4      | 5      | 6      | 7      | 8      | 9      | 10     | 11     | 12     | 13     |
| --------------------- | ------ | ------ | ------ | ------ | ------ | ------ | ------ | ------ | ------ | ------ | ------ | ------ | ------ |
| Діма Білан            |        |        |        |        |        |        |        |        |        |        |        |        |        |
| Пелагея               |        |        |        |        |        |        |        |        |        |        |        |        |        |
| Олександр Градський † |        |        |        |        |        |        |        |        |        |        |        |        |        |
| Леонід Агутін         |        |        |        |        |        |        |        |        |        |        |        |        |        |
| Баста                 |        |        |        |        |        |        |        |        |        |        |        |        |        |
| Поліна Гагаріна       |        |        |        |        |        |        |        |        |        |        |        |        |        |
| Григорій Лепс         |        |        |        |        |        |        |        |        |        |        |        |        |        |
| Ані Лорак             |        |        |        |        |        |        |        |        |        |        |        |        |        |
| Сергій Шнуров         |        |        |        |        |        |        |        |        |        |        |        |        |        |
| Костянтин Меладзе     |        |        |        |        |        |        |        |        |        |        |        |        |        |
| Валерій Сюткін        |        |        |        |        |        |        |        |        |        |        |        |        |        |
| Володимир Пресняков   |        |        |        |        |        |        |        |        |        |        |        |        |        |
| Антон Бєляєв          |        |        |        |        |        |        |        |        |        |        |        |        |        |
| Zivert                |        |        |        |        |        |        |        |        |        |        |        |        |        |
| Хібла Герзмава        |        |        |        |        |        |        |        |        |        |        |        |        |        |

### Сезони
| Команда Білана Команда Пелагеи Команда Градського Команда Агутіна Команда Басты | Команда Гагаріной Команда Лепса Команда Лорак Команда Шнурова Команда Меладзе | Команда Сюткіна Команда Преснякова Команда Бєляєва Команда Zivert Команда Герзмава |

| Сезон | Прем'єра   | Фінал      | Переможець           | 2 місце             | 3 місце               | 4 місце              | Переміг наставник   | Найкращій наставник | Ведучи        | Наставники          | Наставники      | Наставники          | Наставники        |
| Сезон | Прем'єра   | Фінал      | Переможець           | 2 місце             | 3 місце               | 4 місце              | Переміг наставник   | Найкращій наставник | Ведучи        | 1                   | 2               | 3                   | 4                 |
| ----- | ---------- | ---------- | -------------------- | ------------------- | --------------------- | -------------------- | ------------------- | ------------------- | ------------- | ------------------- | --------------- | ------------------- | ----------------- |
| 1     | 5.10.2012  | 29.12.2012 | Діна Гаріпова        | Ельміра Калімуліна  | Анастасія Спіридонова | Маргарита Позоян     | Олександр Градський | Не визначався.      | Дмитро Нагієв | ДІма Білан          | Пелагея         | Олександр Градський | Леонід Агутін     |
| 2     | 6.09.2013  | 27.12.2013 | Сергій Волчков       | Наргіз Закирова     | Гела Гураліа          | Тіна Кузнєцова       | Олександр Градський | Не визначався.      | Дмитро Нагієв | ДІма Білан          | Пелагея         | Олександр Градський | Леонід Агутін     |
| 3     | 5.09.2014  | 26.12.2014 | Олександра Воробйова | Ярослав Дронов      | Олександр Бон         | Маріам Мерабова      | Олександр Градський | Не визначався.      | Дмитро Нагієв | Леонід Агутін       | Пелагея         | Олександр Градський | Діма Білан        |
| 4     | 4.09.2015  | 25.12.2015 | Фотій                | Михайло Озеров      | Ольга Задонська       | Ера Канн             | Григорій Лепс       | Не визначався.      | Дмитро Нагієв | Баста               | Поліна Гагаріна | Олександр Градський | Григорій Лепс     |
| 5     | 2.09.2016  | 30.12.2016 | Дар'я Антонюк        | Олександр Панайотов | Кайрат Прімбердіев    | Сардор Мілано        | Леонід Агутін       | Не визначався.      | Дмитро Нагієв | Діма Білан          | Поліна Гагаріна | Леонід Агутін       | Григорій Лепс     |
| 6     | 1.09.2017  | 29.12.2017 | Селім Алахяров       | Тимофій Копилов     | Ладіслав Бубнар       | Ян Ге                | Олександр Градський | Не визначався.      | Дмитро Нагієв | Діма Білан          | Пелагея         | Олександр Градський | Леонід Агутін     |
| 7     | 12.10.2018 | 1.01.2019  | Петро Захаров        | Амірхан Умаєв       | Рушана Валієва        | Шаен Оганесян        | Костянтин Меладзе   | Сергій Шнуров       | Дмитро Нагієв | Баста               | Ані Лорак       | Сергій Шнуров       | Костянтин Меладзе |
| 8     | 11.10.2019 | 1.01.2020  | Аскєр Бєрбєков       | Антон Токарєв       | Ів Набієв             | Арсен Мукенді        | Костянтин Меладзе   | Сергій Шнуров       | Дмитро Нагієв | Валерій Сюткін      | Поліна Гагаріна | Сергій Шнуров       | Костянтин Меладзе |
| 9     | 9.10.2020  | 30.12.2020 | Яна Габбасова        | Олег Аккуратов      | Дмитро Венгеров       | Василь Пасічник      | Поліна Гагаріна     | Баста               | Дмитро Нагієв | Баста               | Поліна Гагаріна | Сергій Шнуров       | Валерій Сюткін    |
| 10    | 8.10.2021  | 30.12.2021 | Олександр Волкодав   | Алішер Карімов      | Ернар Садірбаєв       | Еліна Пан            | Пелагея             | Не визначався.      | Дмитро Нагієв | ДІма Білан          | Пелагея         | Олександр Градський | Леонід Агутін     |
| 11    | 3.03.2023  | 2.06.2023  | Вікторія Соломахіна  | Ельміра Діваєва     | Ірина Сищикова        | Людмила Серебрякова  | Поліна Гагаріна     | Баста               | Яна Чурикова  | Володимир Пресняков | Поліна Гагаріна | Баста               | Антон Бєляєв      |
| 12    | 19.01.2024 | 27.04.2024 | Богдан Шувалов       | Георгій Рускіх      | Олексій Суліма        | Анастасія Садковська | Поліна Гагаріна     | Поліна Гагаріна     | Яна Чурикова  | Володимир Пресняков | Поліна Гагаріна | Zivert              | Антон Бєляєв      |
| 13    | 31.01.2025 | 25.04.2025 | Давид Санікідзе      | Дзамболат Дулаєв    | Ілля Алтухов          | Валентина Яньшина    | Хібла Герзмава      | Баста               | Яна Чурикова  | Баста               | Поліна Гагаріна | Хібла Герзмава      | Антон Бєляєв      |

### Найкращій наставник
| Сезон   | Найкращій наставник | Найкращій наставник | Найкращій наставник | Найкращій наставник | Найкращій наставник | Найкращій наставник | Найкращій наставник | Найкращій наставник |
| Сезон   | 1 місце             | %                   | 2 місце             | %                   | 3 місце             | %                   | 4 місце             | %                   |
| ------- | ------------------- | ------------------- | ------------------- | ------------------- | ------------------- | ------------------- | ------------------- | ------------------- |
| 1-6, 10 | Не визначався.      | Не визначався.      | Не визначався.      | Не визначався.      | Не визначався.      | Не визначався.      | Не визначався.      | Не визначався.      |
| 7       | Сергій Шнуров       | 34%                 | Костянтин Меладзе   | 30%                 | Баста               | 24%                 | Ані Лорак           | 12%                 |
| 8       | Сергій Шнуров       | 40%                 | Костянтин Меладзе   | 28%                 | Поліна Гагаріна     | 19%                 | Валерій Сюткін      | 13%                 |
| 9       | Баста               | 31%                 | Сергій Шнуров       | 28%                 | Поліна Гагаріна     | 23%                 | Валерій Сюткін      | 18%                 |
| 11      | Баста               | 47%                 | Поліна Гагаріна     | 23%                 | Володимир Пресняков | 20%                 | Антон Бєляєв        | 10%                 |
| 12      | Поліна Гагаріна     | 32%                 | Володимир Пресняков | 31%                 | Антон Бєляєв        | 23%                 | Zivert              | 14%                 |
| 13      | Баста               | 37%                 | Хібла Герзмава      | 23%                 | Поліна Гагаріна     | 23%                 | Антон Бєляєв        | 17%                 |

## Голос. Діти

### Наставники
| Діма Білан                              |
| Пелагея                                 |
| Максим Фадєєв                           |
| Леонід Агутін                           |
| Нюша                                    |
| Валерій Меладзе                         |
| Баста                                   |
| Світлана Лобода                         |
| Поліна Гагаріна                         |
| Єгор Крід                               |
| МакSим                                  |
| Юліанна Караулова                       |
| JONY                                    |
| Володимир Пресняков & Наталя Подольська |
| Аїда Гаріфуліна                         |

### Сезони
| Команда Білана Команда Пелагеи Команда Фадєєва Команда Агутіна Команда Нюши Команда Меладзе | Команда Басти Команда Лободы Команда Гагариної Команда Кріда Команда МакSим Команда Караулової | Команда JONY Команда Преснякова & Подольськoi Команда Гаріфулліноi |

| Сезон | Прем'єра   | Фінал      | Переможець                                                                    | 2 місце                                                                       | 3 місце                                                                       | Переміг наставник                                                             | Найкращій наставник                              | Ведучі        | Ведучі                | Наставники | Наставники             | Наставники      | Наставники |
| Сезон | Прем'єра   | Фінал      | Переможець                                                                    | 2 місце                                                                       | 3 місце                                                                       | Переміг наставник                                                             | Найкращій наставник                              | Ведучи        | Ведуча                | 1          | 2                      | 3               |            |
| ----- | ---------- | ---------- | ----------------------------------------------------------------------------- | ----------------------------------------------------------------------------- | ----------------------------------------------------------------------------- | ----------------------------------------------------------------------------- | ------------------------------------------------ | ------------- | --------------------- | ---------- | ---------------------- | --------------- | ---------- |
| 1     | 28.02.2014 | 25.04.2014 | Аліса Кожікіна                                                                | Рагда Ханіева                                                                 | Лев Аксельрод                                                                 | Максим Фадєєв                                                                 | У 1-5 сезонах найкращій наставник не визначався. | Дмитро Нагієв | Наталія Водянова      | Діма Білан | Пелагея                | Максим Фадєєв   |            |
| 2     | 13.02.2015 | 17.04.2015 | Сабіна Мустаєва                                                               | Євдокія Малевська                                                             | Саїда Мухаметзянова                                                           | Максим Фадєєв                                                                 | У 1-5 сезонах найкращій наставник не визначався. | Дмитро Нагієв | Анастасія Чеважевська | Діма Білан | Пелагея                | Максим Фадєєв   |            |
| 3     | 20.02.2016 | 29.04.2016 | Данило Плужніков                                                              | Раяна Асланбекова                                                             | Таїсія Підгірна                                                               | Діма Білан                                                                    | У 1-5 сезонах найкращій наставник не визначався. | Дмитро Нагієв | Валерія Ланська       | Діма Білан | Пелагея                | Леонід Агутін   |            |
| 4     | 17.02.2017 | 28.04.2017 | Єлизавета Качурак                                                             | Деніза Хекілаева                                                              | Аліна Сансизбай                                                               | Діма Білан                                                                    | У 1-5 сезонах найкращій наставник не визначався. | Дмитро Нагієв | Світлана Зейналова    | Діма Білан | Нюша                   | Валерій Меладзе |            |
| 5     | 2.02.2018  | 20.04.2018 | Рутгер Гарехт                                                                 | Софія Федорова                                                                | Анастасія Гладіліна                                                           | Пелагея                                                                       | У 1-5 сезонах найкращій наставник не визначався. | Дмитро Нагієв | Агата Муценієце       | Баста      | Пелагея                | Валерій Меладзе |            |
| 6     | 15.02.2019 | 24.05.2019 | За спеціальним рішенням продюсерів переможцями сезону стали все 9 фіналістів. | За спеціальним рішенням продюсерів переможцями сезону стали все 9 фіналістів. | За спеціальним рішенням продюсерів переможцями сезону стали все 9 фіналістів. | За спеціальним рішенням продюсерів переможцями сезону стали все 9 фіналістів. | Пелагея                                          | Дмитро Нагієв | Аглая Шиловська       | Пелагея    | Валерій Меладзе        | Світлана Лобода |            |
| 7     | 14.02.2020 | 24.04.2020 | Олеся Казаченко                                                               | Софія Туманова                                                                | Артем Фокін                                                                   | Баста                                                                         | Баста                                            | Дмитро Нагієв | Агата Муценієце       | Баста      | Поліна Гагаріна        | Валерій Меладзе |            |
| 8     | 12.02.2021 | 30.04.2021 | Владислав Тюкін                                                               | Єлизавета Трофимова                                                           | Марія Політікова                                                              | Світлана Лобода                                                               | Баста                                            | Дмитро Нагієв | Агата Муценієце       | Баста      | Світлана Лобода        | Єгор Крід       |            |
| 9     | 11.02.2022 | 29.04.2022 | Аделія Загребіна                                                              | Софія Олареско                                                                | Сагин Омірбайули                                                              | Єгор Крід                                                                     | Баста                                            | Дмитро Нагієв | Агата Муценієце       | Баста      | Поліна Гагаріна        | Єгор Крід       |            |
| 10    | 9.12.2022  | 22.02.2023 | Ганна Доровська                                                               | Мілана Пономаренко                                                            | Павло Зілєв                                                                   | Баста                                                                         | Баста                                            | Яна Чурикова  | Агата Муценієце       | Баста      | МакSим                 | Єгор Крід       |            |
| 11    | 6.09.2024  | 29.11.2024 | Василь Іголкін                                                                | Саїд Галіуллін                                                                | Аріна Точілова                                                                | Діма Білан                                                                    | Діма Білан                                       | Яна Чурикова  | Валя Карнавал         | Діма Білан | Юліанна Караулова      | JONY            |            |
| 12    | 5.09.2025  | .11.2025   |                                                                               |                                                                               |                                                                               |                                                                               |                                                  | Яна Чурикова  | Валя Карнавал         | Діма Білан | Пресняков & Подольська | Аїда Гаріфуліна |            |

### Найкращій наставник
| Сезон | Найкращій наставник | Найкращій наставник | Найкращій наставник | Найкращій наставник | Найкращій наставник | Найкращій наставник |
| Сезон | 1 місце             | %                   | 2 місце             | %                   | 3 місце             | %                   |
| ----- | ------------------- | ------------------- | ------------------- | ------------------- | ------------------- | ------------------- |
| 1-5   | Не визначався.      | Не визначався.      | Не визначався.      | Не визначався.      | Не визначався.      | Не визначався.      |
| 6     | Пелагея             | 56%                 | Валерій Меладзе     | 25%                 | Світлана Лобода     | 19%                 |
| 7     | Баста               | 40%                 | Поліна Гагаріна     | 33%                 | Валерій Меладзе     | 27%                 |
| 8     | Баста               | 56%                 | Єгор Крід           | 27%                 | Світлана Лобода     | 17%                 |
| 9     | Баста               | 42%                 | Поліна Гагаріна     | 37%                 | Єгор Крід           | 21%                 |
| 10    | Баста               | 60%                 | Єгор Крід           | 24%                 | МакSим              | 16%                 |
| 11    | Діма Білан          | 52%                 | Юліанна Караулова   | 26%                 | JONY                | 22%                 |
| 12    |                     | %                   |                     | %                   |                     | %                   |

## Голос. 60+

### Наставники
| Наставник          | Сезони | Сезони | Сезони | Сезони | Сезони |
| Наставник          | 1      | 2      | 3      | 4      | 5      |
| ------------------ | ------ | ------ | ------ | ------ | ------ |
| Леонід Агутін      |        |        |        |        |        |
| Пелагея            |        |        |        |        |        |
| Лев Лещенко        |        |        |        |        |        |
| Валерій Меладзе    |        |        |        |        |        |
| Валерія            |        |        |        |        |        |
| Михайло Боярський  |        |        |        |        |        |
| Тамара Гвердцителі |        |        |        |        |        |
| Олена Ваєнга       |        |        |        |        |        |
| Гарик Сукачов      |        |        |        |        |        |
| Стас Намін         |        |        |        |        |        |
| Лайма Вайкуле      |        |        |        |        |        |
| Валерій Леонтьєв   |        |        |        |        |        |
| Олег Газманов      |        |        |        |        |        |
| Валерій Сюткін     |        |        |        |        |        |
| Олександр Малінін  |        |        |        |        |        |
| Ігор Корнелюк      |        |        |        |        |        |

### Сезони
| Команда Агутіна Команда Пелагеи Команда Лещенко Команда Меладзе | Команда Валерії Команда Боярського Команда Гвердцителі Команда Ваєнгі | Команда Сукачова Команда Намина Команда Вайкуле Команда Леонтьєва | Команда Газманова Команда Сюткіна Команда Малініна Команда Корнелюка |

| Сезон | Прем'єра   | Фінал     | Переможець          | 2 місце            | 3 місце          | 3 місце            | Переміг наставник  | Найкращій наставник | Ведучі         | Наставники     | Наставники         | Наставники       | Наставники        |
| Сезон | Прем'єра   | Фінал     | Переможець          | 2 місце            | 3 місце          | 3 місце            | Переміг наставник  | Найкращій наставник | Ведучі         | 1              | 2                  | 3                | 4                 |
| ----- | ---------- | --------- | ------------------- | ------------------ | ---------------- | ------------------ | ------------------ | ------------------- | -------------- | -------------- | ------------------ | ---------------- | ----------------- |
| 1     | 14.09.2018 | 5.10.2018 | Лідія Музальова     | Євген Стругальскій | Микола Арутюнов† | Сергій Манукян     | Пелагея            | Пелагея             | Дмитро Нагієв  | Леонід Агутін  | Пелагея            | Лев Лещенко      | Валерій Меладзе   |
| 2     | 13.09.2019 | 4.10.2019 | Леонід Сергієнко    | Юрій Шиврін        | Володимир Грицик | Олена Гурільова    | Пелагея            | Не визначався.      | Дмитро Нагієв  | Лев Лещенко    | Пелагея            | Валерія          | Михайло Боярський |
| 3     | 4.09.2020  | 2.10.2020 | Діна Юдіна          | Петро Таренков     | Ірина Анікіна    | Тетяна Шупеня      | Тамара Гвердцителі | Лев Лещенко         | Дмитро Нагієв  | Лев Лещенко    | Тамара Гвердцителі | Олена Ваєнга     | Гарик Сукачов     |
| 4     | 3.09.2021  | 1.10.2021 | Михайло Серебряков† | Євген Соломін      | Андрій Михайлов  | Петро Урбановічус  | Олег Газманов      | Олег Газманов       | Дмитро Нагієв  | Стас Намін     | Лайма Вайкуле      | Валерій Леонтьєв | Олег Газманов     |
| 5     | 4.09.2022  | 2.10.2022 | Раїса Дмитренко     | Віктор Зорін       | Світлана Іванова | Олександр Рожніков | Олена Ваєнга       | Валерій Сюткін      | Лариса Гузєєва | Валерій Сюткін | Олександр Малінін  | Олена Ваєнга     | Ігор Корнелюк     |

### Найкращій наставник
| Сезон | Найкращій наставник | Найкращій наставник | Найкращій наставник | Найкращій наставник | Найкращій наставник | Найкращій наставник | Найкращій наставник | Найкращій наставник |
| Сезон | 1 місце             | %                   | 2 місце             | %                   | 3 місце             | %                   | 4 місце             | %                   |
| ----- | ------------------- | ------------------- | ------------------- | ------------------- | ------------------- | ------------------- | ------------------- | ------------------- |
| 1     | Пелагея             | 38%                 | Леонід Агутін       | 31%                 | Валерій Меладзе     | 16%                 | Лев Лещенко         | 15%                 |
| 2     | Не визначався.      | Не визначався.      | Не визначався.      | Не визначався.      | Не визначався.      | Не визначався.      | Не визначався.      | Не визначався.      |
| 3     | Лев Лещенко         | 31%                 | Олена Ваєнга        | 25%                 | Гарик Сукачов       | 22%                 | Тамара Гвердцителі  | 22%                 |
| 4     | Олег Газманов       | 52%                 | Стас Намін          | 21%                 | Валерій Леонтьєв    | 17%                 | Лайма Вайкуле       | 10%                 |
| 5     | Валерій Сюткін      | 31%                 | Олена Ваєнга        | 30%                 | Ігор Корнелюк       | 26%                 | Олександр Малінін   | 13%                 |

## Голос. Вже не діти

#### Сезони
| Команда Білана Команда Пелагеи Команда Гагариної Команда Кріда |

| Сезон | Прем'єра  | Фінал      | Переможець       | 2 місце         | 3 місце        | 4 місце         | Переміг наставник | Найкращій наставник | Ведучі       | Наставники | Наставники | Наставники      | Наставники |
| Сезон | Прем'єра  | Фінал      | Переможець       | 2 місце         | 3 місце        | 4 місце         | Переміг наставник | Найкращій наставник | Ведучі       | 1          | 2          | 3               | 4          |
| ----- | --------- | ---------- | ---------------- | --------------- | -------------- | --------------- | ----------------- | ------------------- | ------------ | ---------- | ---------- | --------------- | ---------- |
| 1     | 1.09.2023 | 20.10.2023 | Вероніка Сиромля | Давид Санікідзе | Рената Таїрова | Олеся Казаченко | Єгор Крід         | Пелагея             | Яна Чурикова | Діма Білан | Пелагея    | Поліна Гагаріна | Єгор Крід  |

### Найкращій наставник
| Сезон | Найкращій наставник | Найкращій наставник | Найкращій наставник | Найкращій наставник | Найкращій наставник | Найкращій наставник | Найкращій наставник | Найкращій наставник |
| Сезон | 1 місце             | %                   | 2 місце             | %                   | 3 місце             | %                   | 4 місце             | %                   |
| ----- | ------------------- | ------------------- | ------------------- | ------------------- | ------------------- | ------------------- | ------------------- | ------------------- |
| 1     | Пелагея             | 38%                 | Єгор Крід           | 32%                 | Діма Білан          | 16%                 | Поліна Гагаріна     | 14%                 |